# توبوای
توبوای (به فرانسوی: Tubuai) یک جزیره در فرانسه است که در پلی‌نزی فرانسه واقع شده‌است.

## خصوصیات
توبوای ۴۵ کیلومترمربع مساحت و ۲٬۱۷۱ نفر جمعیت دارد.